# If I Fell
«If I Fell» es una canción de The Beatles publicada en 1964 en el álbum británico A Hard Day's Night y en el álbum estadounidense Something New. Se publicó, asimismo, como lado B del sencillo «And I Love Her» en los Estados Unidos. También formó parte de la banda sonora publicada en Estados Unidos de la película A Hard Day's Night, protagonizada por la banda en 1964. La canción fue escrita principalmente por John Lennon, y acreditada a la dupla Lennon-McCartney.

## Estructura
La canción posee una singular estructura musical, que incluye una introducción cantada solo por Lennon que no vuelve a repetirse, seguida por secciones de estrofas secuenciales, cada una con una forma ligeramente más desarrollada, pero sin un obvio estribillo o sección de puente. La versión demo, donde sólo aparece John Lennon acompañado de una guitarra acústica, datada a comienzos de 1964, ya tiene la misma introducción, y posee un final alternativo. En la grabación, la armonía vocal a dos voces fue cantada por Lennon y McCartney usando un solo micrófono siguiendo su propia sugerencia, con el primero haciendo la línea grave y el segundo cantando la armonía más alta, dominando la canción. La canción también se caracteriza por tener intrincados cambios de acordes.

## Grabación e interpretación
En la mezcla estereofónica de la canción, la voz de McCartney se tensiona y agrieta brevemente en la segunda mención de la palabra «vain». Esto no se oye en la mezcla monoaural.
«If I Fell» fue parte del repertorio en vivo de la banda durante su gira por Estados Unidos y Canadá en 1964. En general, el grupo interpretó la canción más rápido que la versión de estudio, y Lennon y McCartney casi siempre la cantaban con una risa apenas contenida. En más de una ocasión el tema fue presentado graciosamente como «If I Fell Over» («si me caigo encima»).

## Personal
- John Lennon - voz y guitarra rítmica acústica (Gibson J-160e).
- Paul McCartney - voz y bajo (Höfner 500/1´).
- George Harrison - guitarra de 12 cuerdas (Rickenbacker 360/12).
- Ringo Starr - batería (Ludwig Downbeat)

Personal por Ian MacDonald

## Versiones
De acuerdo a Robert Fontenont de About.com, «If I Fell» era la canción de Los Beatles supuestamente favorita de Kurt Cobain, y Nirvana solía interpretarla siempre que tenía problemas técnicos en sus conciertos.   
En el especial de la televisión británica de 1965 llamado The Music of Lennon & McCartney, conducido por la propia dupla compositora, aparece Henry Mancini interpretando una versión acústica en piano de la canción.
- Maroon 5, en su álbum acústico del año 2004 1.22.03.Acoustic.
- La actriz Evan Rachel Wood cantó el tema en la película Across the Universe.
- Sammy Kershaw incluyó una versión de la canción en su álbum Come Together: America Salutes The Beatles, que después volvería a aparecer en su otro disco Covers the Hits.
- Rita Lee realizó una versión de la canción como pista adicional en su álbum de versiones de los Beatles Aqui, ali, em qualquer lugar.
- Adrian Belew interpretó una versión acústica en su álbum acústico de 1993 The Acoustic Adrian Belew.
- La canción de The Rutles «With a Girl Like You» está basada en el tema de los Beatles.
- Peters and Lee incluyó una versión de la canción en su álbum Favourites.
- Weezer interpretó la canción en un espectáculo en 1993, antes de firmar con Geffen Records.
- Cilla Black interpretó la canción, acompañada por Dudley Moore, en un episodio de 1966 de Not Only... But Also.  Moore hacía el acompañamiento vocal, provocando la risa de Black en varias ocasiones.  El vídeo fue incluido en un programa de la BBC denominado ...Sings The Beatles, que recuperaba archivos del pasado, y que salió al aire el 15 de enero de 2010.[5]
- La banda de folk norteamericana Pozo-Seco Singers en 1966.
- La banda filipina The Bloomfields interpretó una versión de la canción en su álbum debut de 2007.
- Diane Keaton canta la canción en la película de 1982 Shoot the Moon, mientras llora en la bañera.